# Södra Harska naturreservat
Södra Harska är ett naturreservat i Håby socken i Munkedals kommun i Bohuslän.
Reservatet är skyddat sedan 1973 och är 16 hektar stort. Det är beläget strax öster om Dingle samhälle vid Kärnsjöns sydvästspets och utgörs av en sluttning ner mot Kärnsjön. 
I denna bäckenformade sluttning ner mot Kärnsjön rinner flera kallkällor upp som ner mot sjön bildar små raviner. Området består i övrigt av gammalt kulturlandskap med åker, betad hagmark och inslag av träddungar. I nordöst växer en del granskog. Området nära sjön är sankt. De olika miljöerna är mycket artrika och innehåller flera sällsynta växter. 
Området förvaltas av Västkuststiftelsen.